# FK Admira Praha
Admira Praha je český fotbalový klub, který od sezóny 2019/20 hraje ČFL, tedy třetí nejvyšší soutěž v České republice.

## Historie
Klub byl založen rokem 1909. Za své existence vystřídal několik názvů, včetně SK Meteor Kobylisy, Admira VIII, Vozovna Kobylisy, TJ Dynamo-vozovna Kobylisy, Admira/Slavoj až k dnešnímu Admira Praha.
V dřívějších letech tento klub hrál dokonce druhou nejvyšší soutěž a v devadesátých letech minulého století celkem sedm let hrál ČFL. V sezóně 2018/19 se povedlo Admiře ovládnout Divizi A, a postoupit tak do ČFL.

## Historické názvy
- 1909 – SK Meteor Kobylisy (Sportovní klub Meteor Kobylisy)
- 1920 – SK Praha XVI (Sportovní klub Praha XVI)
- 1931 – SK Praha VIII (Sportovní klub Praha XIII)
- 1940 – SK Praha VIII (Sportovní klub Praha XIII) - sloučení s SK Rapid VIII
- 1948 – TJ Dynamo-vozovna Praha (Tělovýchovná jednota Dynamo-vozovna Praha) - sloučení s SK Admira VIII
- 1968 – TJ Admira Praha 8 (Tělovýchovná jednota Admira Praha 8)
- 1978 – TJ Admira Kobylisy (Tělovýchovná jednota Kobylisy)
- 1992 – FK Admira/Slavoj (Fotbalový klub Admira/Slavoj) - sloučení s TJ Slavoj Praha 7
- 2006 – FK Admira Praha (Fotbalový klub Admira Praha)

## Současnost
V současné době hraje A tým Admiry skupinu A ČFL. B tým v sezóně 2024/2025 sestoupil zDivize B a bude hrát Veolia Pražský přebor (5. ligu). Vychovává naděje ve 13 mládežnických mužstvech.

## Sportovní areály
Stadion Admiry Praha se nachází v Kobylisích, na adrese Na Pecích 46. Součástí areálu je velké hřiště s travnatým povrchem a také hřiště s umělou trávou. Tým také využívá travnatou plochu při ZŠ Hovorčovická.

## Soupiska
| #  | Pozice | Hráč            |
| -- | ------ | --------------- |
| 1  | B      | Václav Trojan   |
| 2  | O      | Ondřej Herc     |
| 3  | O      | Oliver Fanta    |
| 4  | O      | Michal Fric     |
| 24 | Z      | Filip Koutecký  |
| 6  | O      | Patrik Vlček    |
| 8  | O      | Matyáš Lána     |
| 9  | Z      | Jakub Mráz      |
| 10 | Z      | Martin Čácha    |
| 11 | Z      | Jiří Jandovský  |
| 12 | Z      | Adam Vais       |
| 13 | Ú      | Vojtěch Burýšek |

| #  | Pozice | Hráč               |
| -- | ------ | ------------------ |
| 14 | Z      | David Konejl       |
| 15 | Ú      | Nikolas Dobiáš     |
| 16 | Z      | Tomáš Kuchař       |
| 17 | Ú      | Viktor Záruba      |
| 18 | O      | Adam Čížek         |
| 19 | Ú      | Štěpán Zahálka „C“ |
| 20 | O      | Tomáš Rolenec      |
| 21 | O      | Miroslav Horák     |
| 22 | B      | Jiří Veselý        |
| 23 | O      | Petr Kunc          |
| 25 | B      | Maxmilián Petera   |
| 14 | Ú      | Petr Pejša         |